# Synoeca cyanea
Synoeca cyanea är en getingart som först beskrevs av Fabricius 1775.  Synoeca cyanea ingår i släktet Synoeca och familjen getingar. Inga underarter finns listade i Catalogue of Life.